# Resan hem
För Star Trek-filmen, se Star Trek IV - Resan hem.
Resan hem (The Bromeliad i original) är en bokserie av Terry Pratchett som handlar om små varelser kallade "omtar" som bland annat bor i ett varuhus: Arnold & co (Grundat 1905). Serien beskriver deras resa från varuhuset till Molnmakaren i Florida.

## Vi far
Vi far (Truckers i original) är den första i serien, där huvudkaraktärerna upptäcker varuhuset. Större delen av handlingen utspelar sig där.

## Vi flyr
Vi flyr (Diggers i original) är den andra boken i serien och utspelar sig till stor del i ett stenbrott.

## Vi flyger
Vi flyger (Wings i original) är den tredje i serien. Stora delar av denna bok utspelar sig i Florida men även en bit över marken. 

### Citat från boken
"Hotell= En plats där RESANDE MÄNNISKOR parkeras på nätterna. Där finns sängar och handdukar och speciella saker som regnar på folk för att de ska bli rena."